# Pitabeddara Division
Pitabeddara Division är en division i Sri Lanka.   Den ligger i distriktet Matara District och provinsen Southern Province, i den södra delen av landet, 100 km sydost om huvudstaden Colombo. Antalet invånare är 50 827.